# Tiomersal
El tiomersal (INN), conocido también como mentiolé o timerosal, o con los nombres comerciales merthiolate, mertodol o metorgán es un compuesto organomercúrico con una reconocida acción antiséptica y antifúngica.
Fue desarrollado y registrado bajo el nombre comercial de mertodol en 1928 por la corporación farmacéutica Eli Lilly and Company y se ha usado como conservante en vacunas, preparaciones de inmunoglobulinas, antígenos en diagnosis de alergias, antisueros, productos nasales y oftálmicos, antisepsia epidérmica prequirúrgica y tintes de tatuajes. Su uso como conservante en vacunas ha sido controvertido y se ha retirado de las vacunas rutinarias de la infancia en los Estados Unidos, la Unión Europea y algunos otros países en respuesta a miedos populares. Sin embargo, el consenso científico actual es que no hay evidencia convincente de que esos miedos tengan fundamento, sin embargo no se puede negar que aun hay parte de la comunidad científica que relaciona el tiomersal con efectos neurológicos en los niños.
En los Estados Unidos, el tiomersal ha sido eliminado o reducido a trazas en todas las vacunas recomendadas rutinariamente a niños menores de 6 años, con la excepción de la vacuna de la gripe inactivada. Las vacunas con trazas contienen menos de 1 microgramo de mercurio por dosis, menos del 2,5 % consumo diario considerado tolerable por la OMS.

## Uso
El principal uso del tiomersal es como agente antiséptico y antifúngico. En sistemas de entrega de drogas inyectables multidosis, evita efectos adversos serios tales como la infección por Staphylococcus que, en un incidente de 1928, mató a 12 de 21 niños inoculados con una vacuna de difteria que carecía de conservantes. A diferencia de otros conservantes de vacunas usadas en ese tiempo, el tiomersal no reduce la potencia de las vacunas que protege.
En EE. UU., la Unión Europea y otros países ya no se usa tiomersal como un conservante en el calendario de vacunación rutinario para la infancia. En los EE. UU., las únicas excepciones entre las vacunas rutinariamente recomendadas para los niños son algunas formulaciones de vacuna de gripe inactivada para niños mayores de dos años. Algunas vacunas que no son recomendadas rutinariamente para niños pequeños no contienen tiomersal, incluyendo la DT (difteria y tétano) y el toxoide tetánico. Otras vacunas pueden contener trazas de tiomersal como residuos de manufactura. Asimismo cuatro tratamientos rara vez usados para los venenos de crótalos, serpiente de coral y viuda negra aún contienen tiomersal. Fuera de Norteamérica y Europa, muchas vacunas contienen tiomersal. La Organización Mundial de la Salud ha concluido que no hay evidencia de la toxicidad del tiomersal en vacunas y que no hay razones de seguridad para cambiar a la administración más cara de dosis individual.

### Controversia en vacunas
Algunos ven en el timerosal, un conservante compuesto de etilmercurio y tiosalicilato que se usaba hasta 2001 en algunas vacunas, un riesgo para la salud pública achacándole una asociación causal con casos de autismo. En el 2000 hubo 4 000 demandas que relacionaban el tiomersal con el autismo de niños. En España 70 familias han demandado al Ministerio de Sanidad por no haber avisado a la población del peligro. Esta demanda está en la Audiencia Nacional. Sin embargo, la evidencia científica ha demostrado una y otra vez la seguridad del timerosal utilizado en las dosis correctas. La primera alerta partió de la propia FDA que advirtió sobre el uso de metilmercurio (no de etilmercurio, que es menos tóxico) y que llevó a la retirada del timerosal sin que se hubiese aportado ninguna evidencia científica de su riesgo y basándose en el principio de precaución que debe regir la práctica médica. La implicación del mercurio en el autismo nació de un artículo de Redwood y Bernad en el que se especulaba sobre la similitud de los síntomas del autismo y del envenenamiento por mercurio. Desde entonces han surgido estudios científicos con resultados muy heterogéneos que no muestran una relación clara entre este agente y posibles trastornos del neurodesarrollo. En 2007, el editorial del New England Journal of Medicine decía así: 

La idea de que el timerosal causó el autismo ha dado lugar al desarrollo de una industria casera de charlatanes que ofrecen falsas esperanzas, en parte en forma de agentes quelantes de mercurio. En agosto de 2005, un niño autista de 5 años falleció de una arritmia causada por la inyección del agente quelante EDTA (ácido etilendiaminotetraacético). A pesar de que la noción de que el timerosal causa el autismo ya ha sido descartada por bastantes excelentes estudios epidemiológicos, alrededor de 10 000 niños autistas en Estados Unidos reciben quelantes de mercurio cada año.

La evidencia científica acumulada hasta el momento puede repasarse en excelentes artículos de revisión como el de Artigas-Pallarés, en la web de la FDA sobre seguridad de las vacunas o en otra reciente revisión de Hughes.

## Toxicología
El tiomersal es muy tóxico por inhalación, ingestión y en contacto repetido o extenso con la piel (símbolo de riesgo químico EC T+), con peligro de efectos acumulativos. También es muy tóxico para los organismos acuáticos, y puede causar efectos adversos a largo plazo en ambientes acuáticos (símbolo de riesgo químico EC N).
En el cuerpo es metabolizado o degradado a catión etilmercurio (C2H5Hg+) y tiosalicilato.
Se han llevado a cabo pocos estudios de la toxicidad de tiomersal en humanos. Los experimentos en animales sugieren que el tiomersal se disocia rápidamente para liberar catión etilmercurio después de inyección; que los patrones de disposición del mercurio son similares a los de haber sido expuesto a dosis equivalentes de cloruro de etilmercurio; y que el sistema nervioso central y los riñones son los órganos diana, con falta de coordinación motora como signo común.
Se han observado signos similares en envenenamientos accidentales en humanos. Los mecanismos de acción del tóxico son desconocidos. La excreción fecal representa la mayor parte de la eliminación del cuerpo. El etilmercurio se elimina de la sangre con una vida media de aproximadamente 18 días y del cerebro en aproximadamente 14 días. El mercurio inorgánico metabolizado a partir de etilmercurio tiene un tiempo de eliminación mucho más largo de al menos 120 días; parece ser mucho menos tóxico que el mercurio inorgánico producido del vapor de mercurio, por razones aún no comprendidas.